# Kafr Musa, Idlib
Kafr Musa, Idlib (tiếng Ả Rập: كفر موسى) là một ngôi làng Syria nằm ở Kafr Nabl Nahiyah ở huyện Maarrat al-Nu'man, Idlib. Theo Cục Thống kê Trung ương Syria (CBS), Kafr Musa, Idlib có dân số 830 người trong cuộc điều tra dân số năm 2004.